# Txarlakta
Txarlakta (en rus: Чарлакта) és un poble (un possiólok) de Calmúquia, a Rússia, segons el cens del 2010 tenia 49 habitants. Pertany al districte municipal d'Oktiabrski.